# 早川邦彦
早川 邦彦（はやかわ くにひこ、1941年11月19日 - ）は、日本の建築家。東京都生まれ。1966年早稲田大学理工学部建築学科卒業、イェール大学建築芸術学大学院修士課程修了。
1978年早川邦彦建築研究室設立。
竹中工務店出身。空間構成が明快な建築を設計するのが特徴。
1985年日本建築家協会新人賞受賞。1992年日本文化デザイン賞受賞。1994年日本建築学会賞（作品）受賞。2010年日本建築家協会25年賞受賞。

## 作品
- 成城・バス停前の家-（東京都世田谷区、1982年7月）
- 成城・交差点の家-（東京都世田谷区、1983年3月）2010年日本建築家協会25年賞
- アトリウム-（東京都中野区、1985年7月）
- ステップス-（東京都国立市、1987年4月）
- ラビリンス-（東京都杉並区、1988年）
- 成城　BETWEEN-（東京都世田谷区、1988年）
- 用賀Aフラット-（東京都世田谷区、1993年）1994年日本建築学会賞（作品）
- パークコート杉並宮前-（東京都杉並区、1996年）1997年村野藤吾賞
- 霧島アートの森-（鹿児島県姶良郡湧水町、2000年）
- 東京都立芦花高等学校（東京都世田谷区、2003年4月）

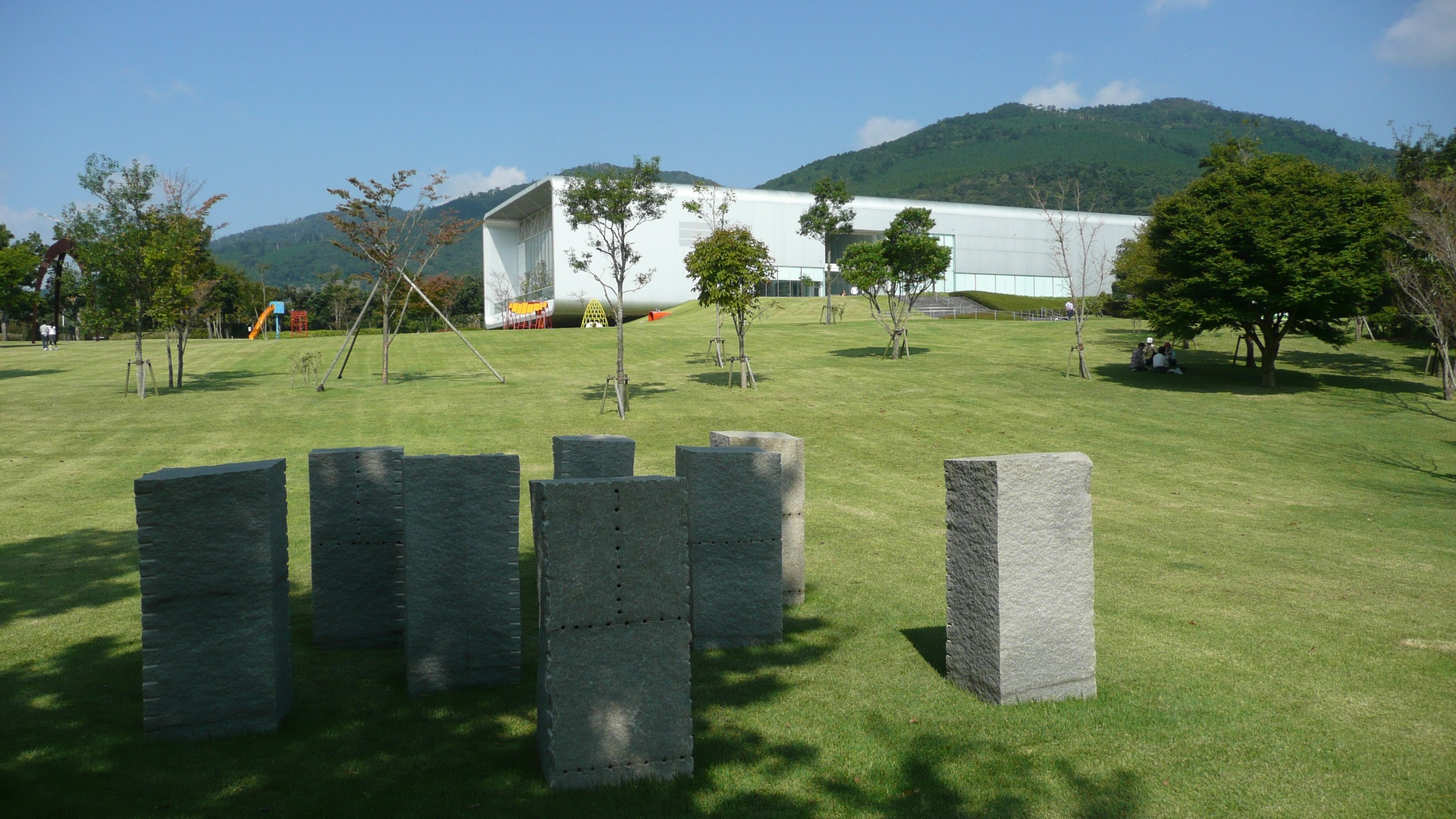
霧島アートの森

## その他
- 学生時代から建築デザイン分野で受賞歴がある。
- 野武士世代と伝えられている。（建築家槇文彦が命名。）